# Кварин, Йозеф фон
Йозеф фон Кварин (нем. Joseph von Quarin; 19 ноября 1733 — 19 марта 1814) — австрийский врач.

## Биография
Стал доктором уже в 18 лет, с 1754 читал лекции в Венском университете. Защитил диссертацию, посвящённую роли насекомых в медицине (как переносчиков болезней и как способ традиционного лечения) во Фрайбурге. Был врачом австрийского императорского двора при Марии Терезии и Иосифе II, в 1797 возведён в графское достоинство. В 1777—1779 гг. был наставником основоположника гомеопатии Самюэля Ганемана.
Написал несколько сочинений, в числе которых «Tractatus de morbis oculorum», «Animadversiones practicae in diverses morbos» (1786; французский перевод 1807, немецкий перевод 1787).